# Olha Rudenko

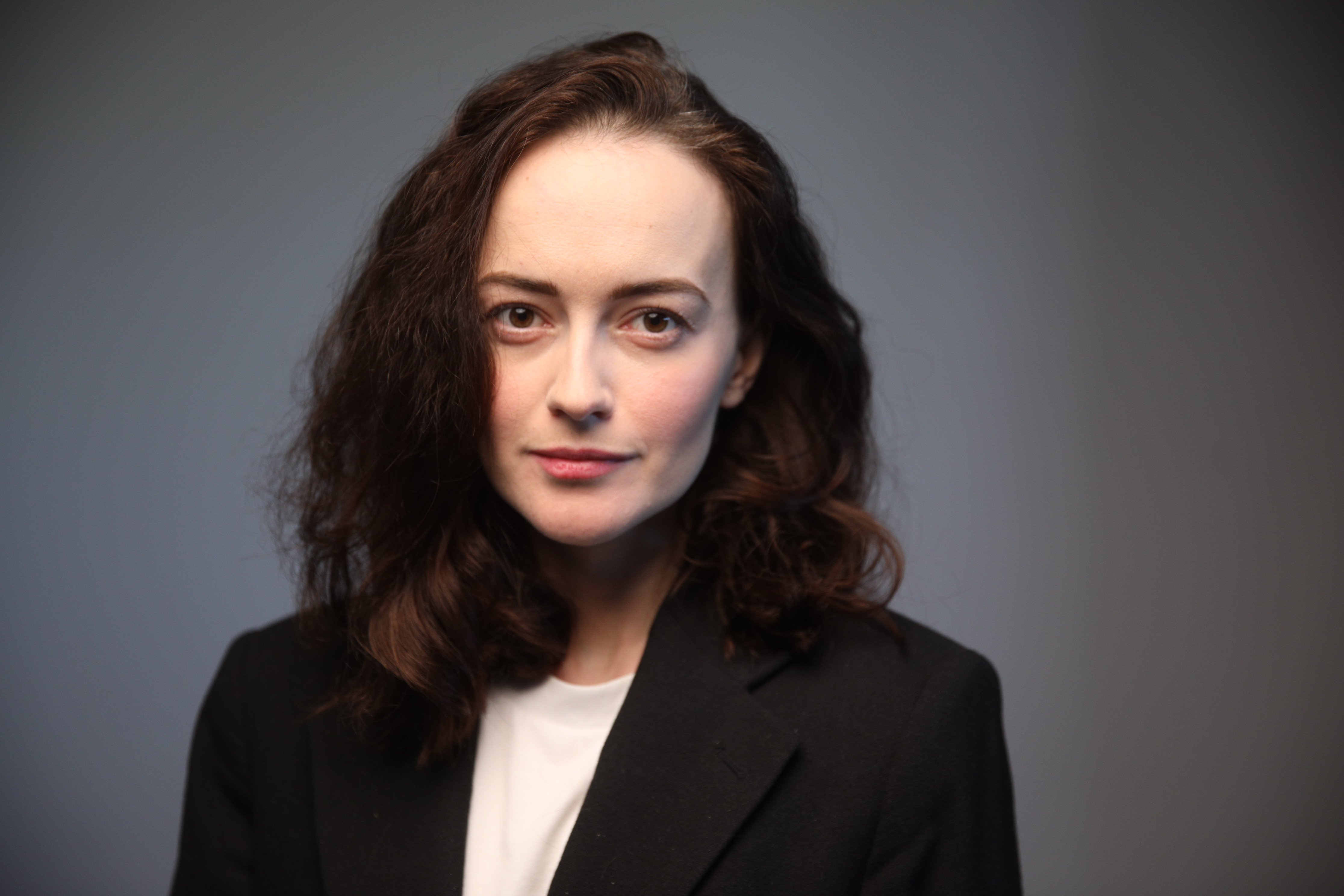
Olha Rudenko (2022)

Olha Rudenko (ukrainisch Ольга Руденко; * 1989) ist eine ukrainische Journalistin, die für die Kyiv Post arbeitete, bevor sie 2021 an der Gründung des Kyiv Independent mitwirkte, wo sie Chefredakteurin ist. Ihre Arbeiten wurden auch in einer Reihe großer westlicher Nachrichtenagenturen veröffentlicht, darunter die Washington Times, die Global Post und USA Today.
Im Jahr 2022 zierte Rudenko das Titelbild der Mai-Doppelausgabe der Times.

## Leben
Rudenkos Vater starb, als sie vier Jahre alt war. Ihre Mutter zog sie allein in Dnipro auf. Obwohl sie ermutigt wurde, eine wirtschaftliche Karriere einzuschlagen, entschied sie sich stattdessen für Journalismus, den sie an der Universität der Stadt studierte.
Rudenko begann ihre journalistische Laufbahn als Praktikantin bei einer Lokalzeitung. Im Jahr 2011 zog sie nach Kiew und begann bei der Wochenzeitung Kyiv Post als Lifestyle-Journalistin zu arbeiten, wobei sie zunächst Beiträge für die kürzlich eingerichtete ukrainischsprachige Website der Zeitung verfasste. Später schrieb sie Artikel in englischer Sprache und berichtete unter anderem über den Krieg im Donbas. Im Jahr 2016 wurde sie zur „nationalen Redakteurin“ befördert, und 2017 wurde sie Stellvertreterin des Chefredakteurs der Zeitung.
Im Jahr 2021 nahm Rudenko das Angebot eines Stipendiums des Stigler Center an der University of Chicago Booth School of Business an. Während ihres Aufenthalts in Chicago wurde ein Großteil ihrer Kollegen bei der Kyiv Post vom Eigentümer der Zeitung entlassen, weil sie sich geweigert hatten, mit einem neu ernannten Redakteur zusammenzuarbeiten, der dafür sorgen sollte, dass die Zeitung weniger kritisch über die ukrainische Regierung unter Präsident Wolodymyr Selenskyj berichtet. Rudenko schloss sich diesen Kollegen an, die im November 2021 beschlossen, ihr eigenes, unabhängiges Nachrichtenblatt zu gründen, den Kyiv Independent. Sie wurde einstimmig zur Chefredakteurin gewählt und 2022 war sie für 24 Journalisten und Redakteure verantwortlich. Das Blatt war unabhängig. Als sich die russischen Truppen an der Grenze sammelten, bezeichnete sie den Präsidenten in einem Gastbeitrag für die New York Times mit dem Titel „The Comedian-turned-President is seriously in over his Head“ als „mittelmäßig“.

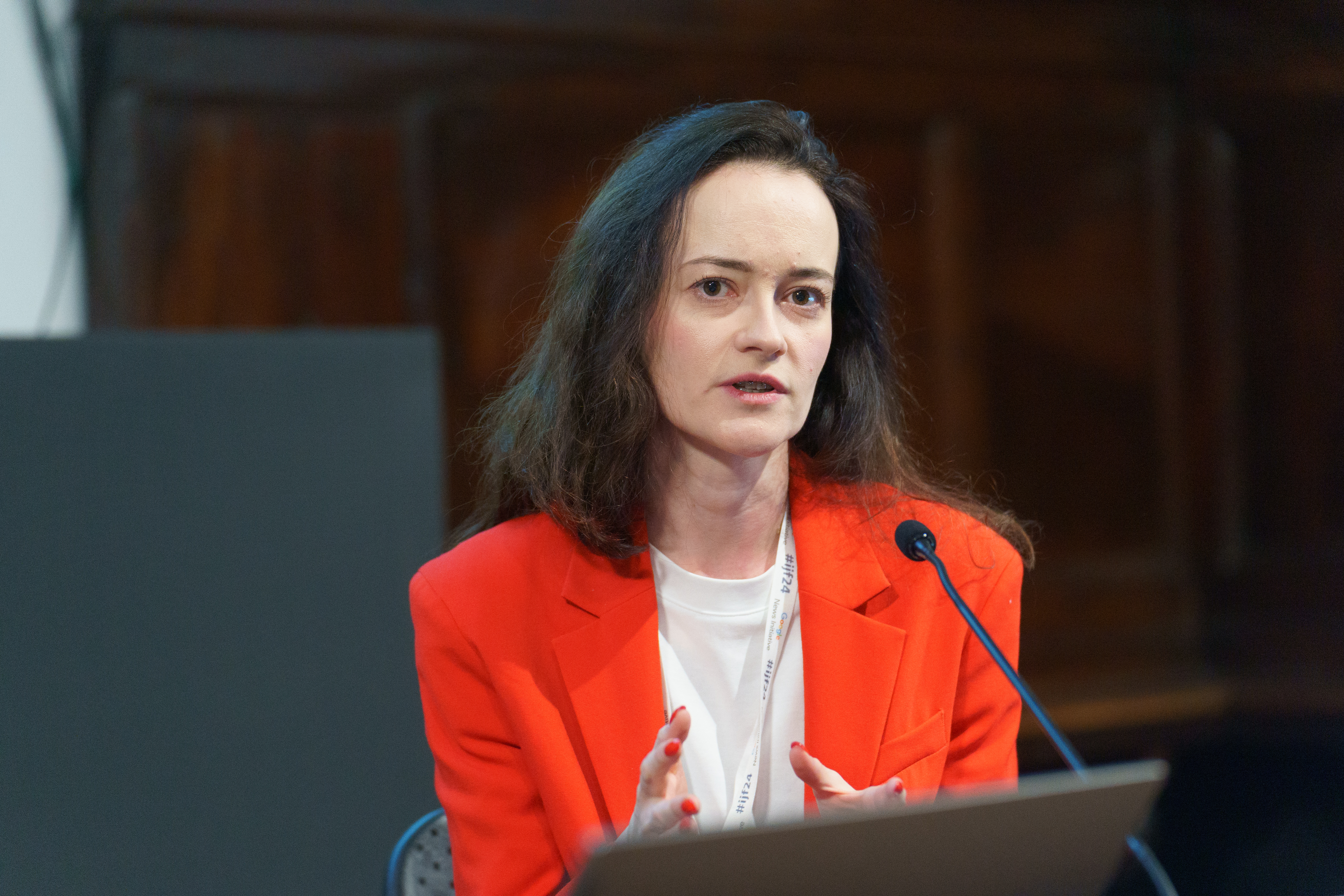
Olha Rudenko (2024)

Als im Februar 2022 die russische Invasion in der Ukraine begann, wurde Kiew sofort bombardiert. Da die Wahrscheinlichkeit bestand, dass Telefon- und Internetverbindungen unterbrochen wurden, verließ Rudenko die Stadt und zog in den Westen der Ukraine, wo sie weiter über die Entwicklung der Lage in ihrem vom Krieg gezeichneten Land berichtete. Die Löhne der Journalistin wurden durch einen Zuschuss der Europäischen Union unterstützt. Die Geschäftsführerin des Kyiv Independent, Daryna Shevchenko, investierte 1,5 Millionen Pfund aus Crowdfundingspenden in Satellitentelefone und Schutzkleidung.
Im Mai 2022 ernannte die Time Olha Rudenko zu einer der „Next Generation Leaders“ und setzte sie auf das Cover seiner Mai-Doppelausgabe. In einem Gespräch mit dem Magazin sagte Rudenko über den sich verändernden Stil der Nachrichtenberichterstattung während der russischen Invasion in der Ukraine: „Es fühlte sich an, als würden wir das Wesen des Journalismus verteidigen.“
Im September 2023 erhielt Rudenko den Sonderpreis des Hanns-Joachim-Friedrichs-Preises, mit dem herausragende journalistische Leistungen gewürdigt werden.